# Franca Pasut
Franca Pasut (San Vito al Tagliamento, 1936) è un'attrice italiana.

## Biografia

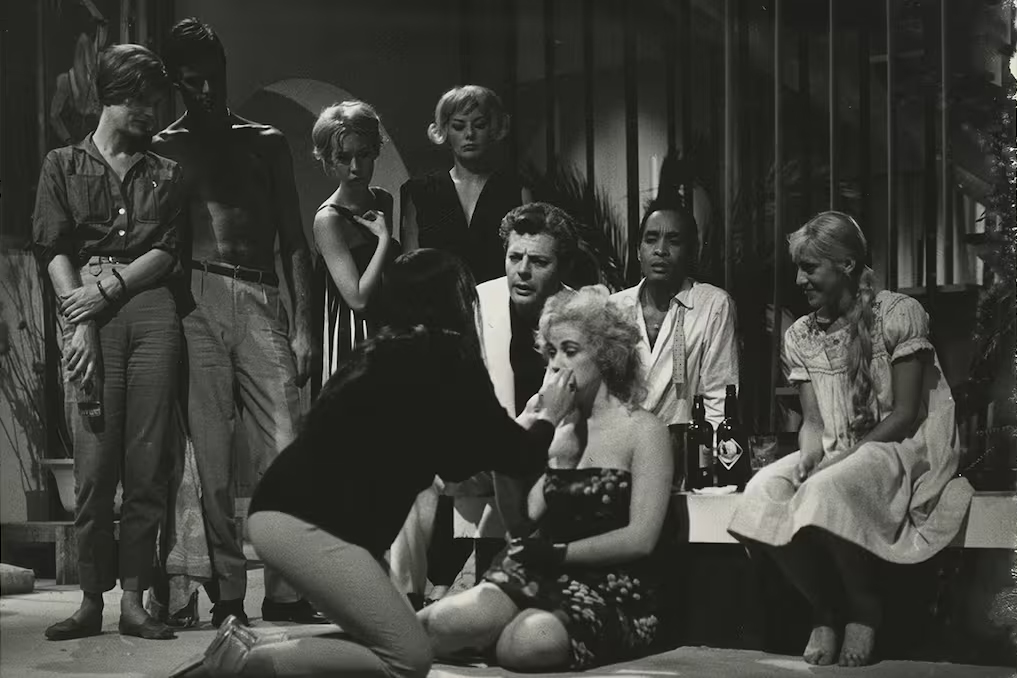
Franca Pasut sul set de La Dolce Vita di Federico Fellini.

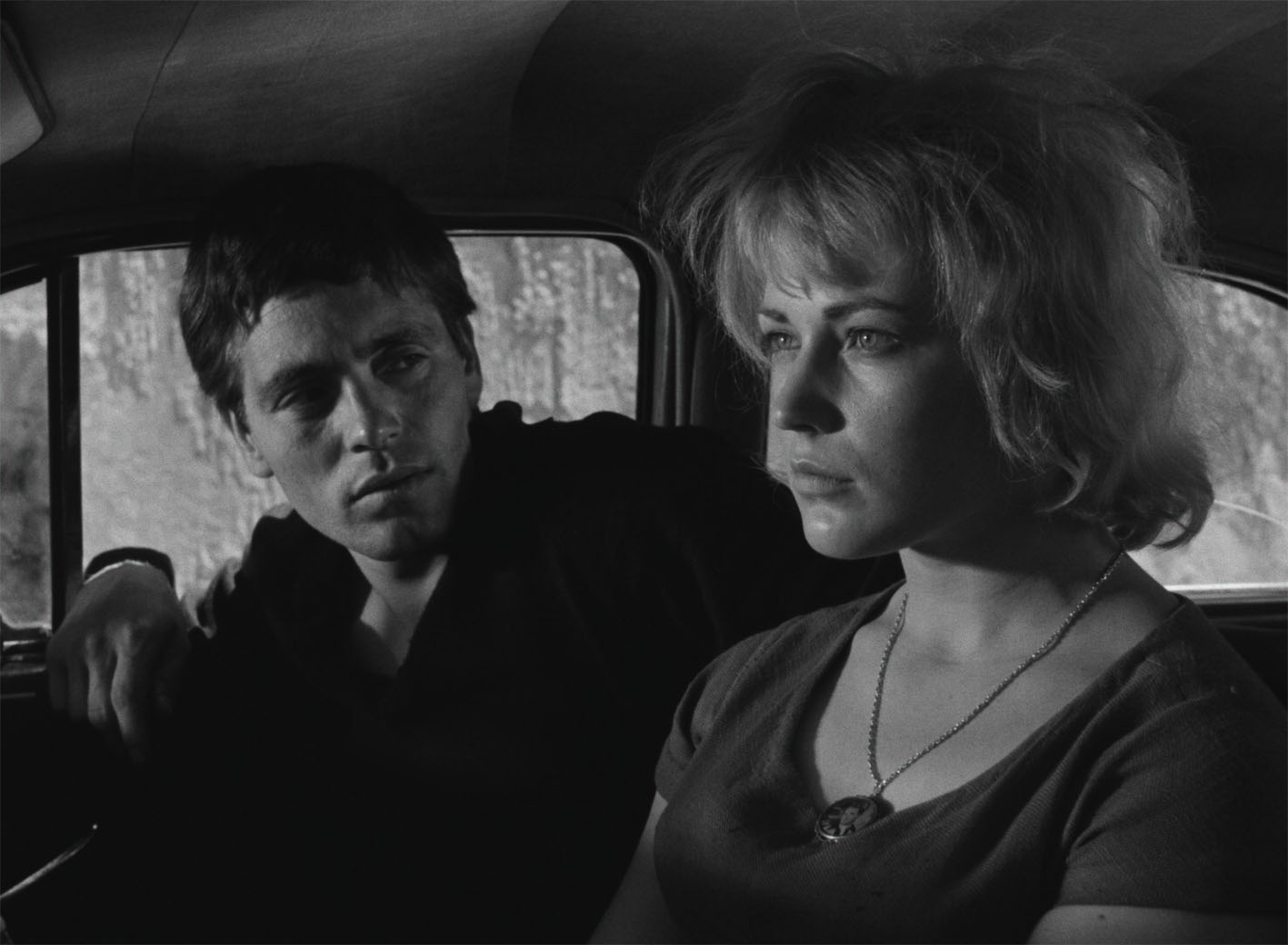
Franca Pasut con Franco Citti nel 1961

Originaria del Friuli, si trasferisce ventenne a Roma per frequentare l'università. Qui, per mantenersi negli studi, si avvicina al mondo del cinema e partecipa ad alcuni provini.
Inizia ottenendo nel 1959 una piccola ma significativa parte nel capolavoro di Federico Fellini La dolce vita, con Marcello Mastroianni. Dopo il film con Fellini, distribuito nelle sale nel 1960, l'anno successivo è Stella, la protagonista femminile di Accattone, film di esordio di Pier Paolo Pasolini, del quale Pasut era amica già da alcuni anni. Il film, intitolato proprio Stella nella sua prima stesura, vedeva il personaggio femminile pensato e strutturato specificamente da Pasolini sulle caratteristiche dell'attrice. Nel 1962 Pasut è di nuovo con Mastroianni in Cronaca familiare di Valerio Zurlini, poi è la schiava in Orazi e Curiazi di Ferdinando Baldi con Franco Fabrizi e Mino Doro. Chiude l'esperienza cinematografica con un cameo sempre per Pasolini in Ro.Go.Pa.G del 1963.
Conclusa l'esperienza come attrice cinematografica, diventa insegnante e si trasferisce a Foligno, in Umbria. Nel 2005 partecipa alla mostra di Palazzo Pitti a Firenze in occasione del trentennale dalla morte di Pier Paolo Pasolini.

## Filmografia
- La dolce vita, regia di Federico Fellini (1960)
- Le signore, regia di Turi Vasile (1960)
- Accattone, regia di Pier Paolo Pasolini (1961)
- Orazi e Curiazi, regia di Ferdinando Baldi e Terence Young (1961)
- Cronaca familiare, regia di Valerio Zurlini (1962)
- Ro.Go.Pa.G, regia di Pier Paolo Pasolini (1963)